# 西尾修
西尾 修（にしお おさむ、1943年1月 - ）は、日本の仏文学者。慶應義塾大学経済学部教授。

## 来歴
東京都生まれ。1958年足立区立第九中学校卒業、1962年東京都立上野高等学校（定時制課程）卒業。1968年、埼玉大学文理学部人文学科仏語仏文学専攻卒業。1972年、慶應義塾大学大学院文学研究科フランス文学専攻修士課程修了。1976年、エクス＝マルセイユ大学大学院文学研究科博士課程修了。博士（フランス第3期課程）（文学）（エクス＝マルセイユ大学1976年）。
1978年、慶應義塾大学経済学部助手。1980年、同専任講師。1983年、同助教授。1987年　パリ第3大学言語教授法課程修了。1991年、慶應義塾大学経済学部教授。2004年10月1日 慶應義塾外国語学校校長 （2008年3月31日まで）。2008年慶應義塾大学を定年退職。

## 著書・論文
- "Quelques remarques sur le Cenacle d'Illusions perdues de Balzac" , 『日本フランス語フランス文学会誌』34号、1979年
- "La Signification du Cenacle dans La Comedie humaine de Balzac" , （文部省補助出版）、東京、フランス図書、1980年
- 「1819年とバルザックの青年群像」、『芸文研究』44号、1982年
- 「バルザック『幻滅』とその時代」『慶應義塾大学経済学部日吉論文集』31号、1983年
- 「ラドヴォカ社刊『パリ、または百一の書』に関する覚え書き（一）」、『日吉紀要／フランス語フランス文学』9号、1989年
- 「バルザック『幻滅』とその時代（2）」、『日吉紀要／フランス語フランス文学』12号、1991年
- 『19世紀のフランス文学―1』、（共著）、慶應義塾大学出版会、1996年
- 「バルザック『禁治産』をめぐって」、『芸文研究』77号、1999年